# غزوه بحران
غزوه بحران، یکی از جنگ‌های صدر اسلام است که در ربیع‌الاول یا ربیع‌الثانی سال ۳ ه‍. ق رخ داده‌است.

## شرح واقعه
پس از آنکه خبر حرکت بسیاری از بنی سلیم به سمت بحران و توطئه آنان به محمد رسید، محمد به همراه ۳۰۰ تن به سمت بحران در حرکت شد و ابن ام مکتوم را به جای خود در مدینه گمارد. با رسیدن سپاه اسلام به بحران، بنی سلیم به جهت هراس از جنگ، گریخت و سپاه اسلام بدون هیچگونه درگیری، به مدینه بازگشت.